# 全晋会馆
全晋会馆，位于中华人民共和国江苏省苏州市城内东部平江路中张家巷13号，是旅居苏州的山西商人所建的会馆建筑。是苏州原有百余处会馆、公所中保存最为典型、完整的一处。

## 历史
1765年（清乾隆三十年），旅居苏州的山西商人集资在阊门外山塘街半塘桥畔创建全晋会馆。1860年（咸丰十年）毁于庚申之劫。1879年（光绪五年），山西商人改在城内重建新馆。占地面积约6000平方米，坐北朝南，分为中、东、西三路。中路是迎宾、祭祀、演戏酬神之所，建筑为庙堂殿宇式，精雕细刻，宏伟庄重，包括头门、东西吹鼓亭、戏楼、正殿等。戏楼由前后台与两厢看楼组成，是苏州现存古戏台中最精美的一座。东西两路为客商议事、寄宿、存货及管理用房。东路共四进，依次为门房、厅堂和前后楼。西路建有门房、桂花厅（又称鸳鸯厅）和楠木厅，两厅之间为庭园，点缀湖石、曲沼、花木。 
1958年，全晋会馆被工厂和民居占用。1986年10月，全晋会馆作为苏州戏曲博物馆对外开放，开辟有昆剧、评弹、苏剧等专题陈列和茶园书场演出。苏州戏曲博物馆迁出后，全晋会馆改设中国昆曲博物馆，大殿设“江湖行头陈列馆”，按照《扬州画舫录》的江湖行头复原陈列。
1963年，全晋会馆被列为苏州市文物保护单位，1982年被列为江苏省文物保护单位。2006年被列为全国重点文物保护单位。